# ماليكارجون كهارجي
مابانا ماليكارجون كارج (بالهندية: मल्लिकार्जुन खड़गे)، هو محامٍ وسياسي هندي يشغل منصب رئيس حزب المؤتمر الوطني الهندي منذ عام 2022، وزعيم المعارضة في راجيا سابها منذ عام 2021. كان عضوًا في البرلمان، راجيا سابها من ولاية كارناتاكا منذ عام 2020.
كان رئيسًا للجنة الحسابات العامة في 16 لوك سابها من 2016 إلى 2019. خلال حكومة مانموهان سينغ الثانية، شغل منصب وزير السكك الحديدية من 2013 إلى 2014 ووزير العمل والتوظيف من 2009 إلى 2013 في مجلس الوزراء الاتحادي. كان كارج عضوًا في البرلمان عن جولبارجا، كارناتاكا من عام 2009 إلى عام 2019. وكان أيضًا الأمين العام للجنة الكونغرس لعموم الهند والمسؤول عن ولاية ماهاراشترا من عام 2018 إلى عام 2020.
وهو أحد كبار السياسيين في ولاية كارناتاكا وكان زعيم المعارضة في الجمعية التشريعية لكارناتاكا من عام 1996 إلى عام 1999. وكان رئيس لجنة كونغرس كارناتاكا براديش من عام 2005 إلى عام 2008. وكان عضوًا في الجمعية التشريعية لكارناتاكا من دائرة جمعية جورميتكال الانتخابية من 1972 إلى 2008 ومن دائرة جمعية شيتابور من 2008 إلى 2009 ووزارة الشؤون الداخلية وحكومة كارناتاكا من 1999 إلى 2004 والتنمية الريفية من 1978 إلى 1980. هزم شاشي ثارور في الانتخابات الرئاسية للمؤتمر الوطني الهندي لعام 2022.

## النشأة
ولد ماليكارجون في فاراواتي، بهاكي تالوك في منطقة بيدار، كارناتاكا لسايبافا ومابانا كارج.
وفي عام 1948، توفي والدته وشقيقته في حريق أشعلته ميليشيا راضاكار حيدر أباد، بينما نجا هو بأعجوبة عندما كان في السابعة من عمره.
أنهى دراسته في نوتان فيديالايا في جولبارجا وحصل على درجة بكالوريوس الآداب من كلية جولبارجا الحكومية ودرجة القانون من كلية سيث شانكارلال لاهوتي للقانون في جولبارجا. بدأ ممارسته القانونية عندما كان مبتدئًا في مكتب القاضي شيفاراج باتيل وواجه قضايا النقابات العمالية في وقت مبكر من حياته المهنية القانونية.

## الحياة المهنية والسياسية
بدأ خرج حياته السياسية كزعيم لاتحاد الطلاب أثناء وجوده في الكلية الحكومية بجولبارجا عندما تم انتخابه أمينًا عامًا لهيئة الطلاب. وفي عام 1969، أصبح المستشار القانوني لاتحاد موظفي MSK Mills. وكان أيضًا زعيمًا نقابيًا مؤثرًا في Samyukta Majdoor Sangha وقاد العديد من التحريضات التي تناضل من أجل حقوق العمال. في عام 1969، انضم إلى المؤتمر الوطني الهندي وأصبح رئيسًا للجنة كونغرس مدينة كالابوراجي.